# Agapanthia cardui
Agapanthia cardui is een keversoort uit de familie van de boktorren (Cerambycidae). De wetenschappelijke naam werd voor gepubliceerd in 1767 door Linnaeus.